# Haute Autorité de santé
 (décembre 2017).
 (décembre 2017).
 (décembre 2017).
Pour les articles homonymes, voir HAS.
La Haute Autorité de santé (HAS) est une autorité publique indépendante à caractère scientifique dotée de la personnalité morale (API) française, créée par la loi du 13 août 2004 relative à l’assurance maladie.
Sa vocation est scientifique. Sa gouvernance est notamment organisée autour d’un collège. Son statut juridique d’API, forme la plus aboutie en matière d’indépendance dont puisse disposer une autorité administrative indépendante en France (AAI), lui confère la personnalité juridique, distincte de celle de l’État. Sa mise en œuvre est effective depuis le 1er janvier 2005. Elle a son siège à Saint-Denis.
Son budget de fonctionnement en 2014 était de l’ordre de 50,6 M€, elle employait 410 agents et avait recours à une file active de près de 2 800 experts et professionnels de santé externes, dont 550 experts visiteurs dans le cadre de la certification des établissements de santé.

## Gouvernance
Le collège de la HAS est composé de sept membres.
Le président du collège est nommé par le président de la République. Les autres membres sont nommés par décret du président de la République, sur proposition : 
- du ministre des Affaires sociales et de la Santé pour trois d'entre eux ;
- du président du Sénat pour l'un d’entre eux ;
- du président de l’Assemblée nationale pour l'un d’entre eux ;
- du président du Conseil économique, social et environnemental (CESE), pour l'un d’entre eux.

Un tirage au sort a permis de préciser la durée de leur mandat. Le collège est renouvelé par moitié tous les trois ans.
Depuis la révision constitutionnelle du 23 juillet 2008, le président du collège pressenti par le président de la République doit être confirmé par les deux commissions des affaires sociales, du Sénat et de l’Assemblée Nationale.
Le premier président de la HAS a été Laurent Degos entre 2005 et 2010, Jean-Luc Harousseau lui a succédé de 2011 à 2016. Le président de la République a nommé le Pr Agnès Buzyn, membre et présidente du collège, pour le remplacer par décret du 5 mars 2016. Elle a été renouvelée dans ses fonctions pour un mandat de six ans par le décret du 7 avril 2017. À la suite de sa nomination comme ministre des Solidarités et de la Santé, elle est remplacée par Dominique Le Guludec à compter du 4 décembre 2017.

## Historique des nominations au Collège de la Haute Autorité de santé
Le premier collège est constitué par le décret du 20 décembre 2004, deux membres sont désignés par le Président de la République : Laurent Degos, en tant que Président, et Raoul Briet. Jean-Paul Guérin et Bernard Guiraud-Chaumeil sont désignés par le Président de l'Assemblée nationale, Pascale Briand et Gilles Bouvenot sont désignés par le Président du Sénat et Étienne Caniard et Claude Maffioli sont désignés par le Président du Conseil économique et social. Afin d'assurer le renouvellement par moitié, le tirage au sort a fixé à trois ans les mandats de Bernard Guiraud-Chaumeil, Jean-Paul Guérin, Gilles Bouvenot et Pascale Briand. À la suite de la nomination, le 18 juillet 2005, du Dr Pascale Briand comme directrice générale de l'AFSSA, Lise Rochaix lui a succédé conformément au décret du 9 mars 2006.
À l'occasion du premier renouvellement par moitié du Collège en application du décret du 10 janvier 2008, Bernard Guiraud-Chaumeil ne souhaite pas solliciter un autre mandat. Jean-Michel Dubernard est nommé membre du Collège et Jean-Paul Guérin, Gilles Bouvenot et Lise Rochaix sont reconduits pour un mandat d'une durée de six ans.
Le 2 septembre 2009, Claude Maffioli ne souhaite pas aller jusqu'au terme de son mandat ; il est remplacé par Cédric Grouchka par décret du 10 mars 2010.
Le 30 juin 2010, alors que son mandat prend fin le 19 décembre 2010, Raoul Briet démissionne de ses fonctions de membre du Collège, à la suite de son élection en tant que président du Conseil de surveillance de l'Assistance publique - Hôpitaux de Paris. Dans des conditions similaires, le 14 décembre 2010, Étienne Caniard démissionne en faisant suite de son élection comme président de la Fédération nationale de la mutualité française. Le 19 décembre 2010 prend fin le mandat des membres nommés le 20 décembre 2004.
À l'occasion du second renouvellement par moitié du Collège en application du décret du 31 janvier 2011, le Pr Jean-Luc Harousseau est nommé président du Collège de la Haute Autorité de santé et succède à ce poste Laurent Degos. Sont nommés membres du Collège de la HAS Alain Cordier, Cédric Grouchka (déjà membre du Collège depuis mars 2010) et le Dr Jean-François Thebaut.
À l'occasion du troisième renouvellement par moitié du Collège en application du décret du 17 janvier 2014, le mandat du Pr Jean-Michel Dubernard est renouvelé et M. Yvonnick Morice est désigné par le président de l'Assemblée nationale et les Prs Jacques Belghiti et Loïc Guillevin par le président du Sénat. Ils rejoignent au sein du Collège de la HAS le Pr Jean-Luc Harousseau, président du Collège, Alain Cordier et les Drs Cédric Grouchka et Jean-François Thébaut nommés en 2011.
Jean-Luc Harousseau cesse ses fonctions le 31 janvier 2016, le Président de la République nomme Pr Agnès Buzyn , membre et présidente du collège, pour le remplacer par le décret du 5 mars 2016.
En application du décret du 7 avril 2017 sur le renouvellement complet du collège, le président de la République nomme les membres sur proposition de la ministre des Affaires sociales et de la santé et des présidents de l'Assemblée nationale, du Sénat et du Conseil économique social et environnemental. Le collège de la HAS est désormais paritaire et, outre sa présidente, il compte cinq nouveaux membres : Isabelle Adenot, Anne-Marie Armanteras-de Saxcé, Elisabeth Bouvet, Christian Saout et Christian Thuillez, avec le renouvellement du mandant de Cédric Grouchka.
Agnès Buzyn est nommée ministre des Solidarités et de la Santé le 7 mai 2017. Elle est remplacée, en qualité de présidente de la Haute Autorité, par la Pr Dominique Le Guludec, pour la durée du mandat restant à courir, en application du décret du 4 décembre 2017,.

## Organisation
Les commissions spécialisées de la HAS sont présidées chacune par un membre du collège :
- Commission des Stratégies de prise en charge ;
- Commission des Parcours et des pratiques ;
- Commission Certification des établissements de santé ;
- Commission de la Transparence ;
- Commission Évaluation économique et de santé publique ;
- Commission nationale d’Évaluation des dispositifs médicaux, des actes et des technologies de santé (CNEDiMTS) ;
- Commission information du patient et du grand public.

Le collège de la HAS remplit à la fois les fonctions d’un conseil d’administration (vote du budget, adoption du règlement intérieur notamment) et celle d’un conseil scientifique (adoption des recommandations de bonne pratique et de santé publique, des guides ALD, divers avis d’aide à la décision pour les pouvoirs publics). Il définit la stratégie de l’institution, établit en lien avec le ministre de la Santé le programme de travail, et assure le suivi et la cohérence scientifique des travaux produits par la HAS.
Les services de la HAS sont placés sous l’autorité d’un directeur général, nommé par le président après avis du collège.
Alain Coulomb a ainsi dirigé la HAS de 2005 à 2007, François Romaneix lui a succédé de 2007 à 2011, Dominique Maigne de 1er septembre 2011 à son départ à la retraite en décembre 2017, puis Katia Julienne de janvier 2018 à juillet 2019, et Thomas Wanecq de décembre 2019 à 2022.
Fabienne Bartoli est directrice depuis 4 avril 2022

## Missions
Les missions de la HAS sont principalement définies dans les articles L161-37 à L 161- 40 du Code de la Sécurité Sociale (CSS).

### Trois grandes fonctions
La HAS remplit trois grandes fonctions : évaluation, recommandation et certification/accréditation.

#### Évaluation
Elle évalue d’un point de vue médical et économique les produits, actes, prestations et technologies de santé, en vue de leur admission au remboursement. Ces missions recouvrent la notion anglo-saxonne de Health Technology Assessment (HTA).

#### Recommandation
Elle définit des recommandations de bonne pratique clinique, des recommandations de santé publique, des études médico-économiques, des guides de prise en charge, à destination des professionnels mais aussi des patients. Elle rend de nombreux avis dans le cadre de sa mission d’aide à la décision des pouvoirs publics. Enfin, elle définit les parcours de soins personnalisés notamment dans le cadre de la prise en charge des maladies chroniques.

#### Certification
Elle certifie les établissements de santé, elle accrédite les praticiens de certaines disciplines médicales. Elle certifie également les sites Internet en santé, mais aussi la visite médicale, ainsi que les logiciels d’aide à la prescription. Le législateur a confié à la HAS en 2012 la mission de « coordonner l’élaboration et assurer la diffusion d’une information adaptée sur la qualité des prises en charge dans les établissements de santé, à destination des usagers et de leurs représentants ». La Haute Autorité de Santé a piloté ce projet en partenariat avec la DGOS et l’Agence technique de l'information sur l'hospitalisation (ATIH) et lancé en novembre 2013 le site internet Scope Santé, qui informe sur la qualité et la sécurité des soins dans les établissements de santé.

### Missions transférées à la HAS en 2004
À l’origine, le législateur de 2004 avait défini le périmètre de la Haute Autorité de santé en regroupant des missions exercées par des institutions ou commissions existantes.
Ainsi, la certification des établissements de santé, l'élaboration de recommandations de bonne pratique ou l'évaluation des actes incombaient jusqu'alors à l’ANAES (Agence nationale d'accréditation et d'évaluation en santé) entre 1997 et 2004, et antérieurement pour partie par l’ANDEM (Agence Nationale pour le Développement de l’Évaluation Médicale) entre 1989 et 1996.
La HAS exerce des missions anciennement dévolues à certaines commissions ministérielles : la commission de la Transparence définie à l’article L 162-17 du Code de la Sécurité Sociale et l’article L 5123 du code de la santé publique (CSP) et la Commission Nationale de l’évaluation des dispositifs médicaux et des technologies de santé (CNEDiMTS), définie à l’article R165-18 du Code de la Sécurité Sociale.
Ces commissions étaient physiquement installées dans les locaux de l’AFSSAPS sans pour autant en dépendre.
Enfin, la HAS a repris des missions exercées par le FOPIM(Fonds de Promotion de l’Information Médicale et Médico-économique) créé par la loi de financement de la sécurité sociale pour 2001.

### Missions créées par le législateur en 2004
Le législateur de 2004 a également ajouté des missions créées de novo :
- définir des guides en matière d’affection de longue durée (ALD) tant en direction des professionnels (guide médecin) que des patients (guides patients) ;
- l’accréditation pour certaines catégories ou disciplines de praticiens lui a également été confiée. L’accréditation des médecins se fait sur la base du volontariat ;
- la certification de la visite médicale, des sites internet dédiés à la santé, des logiciels d’aide à la prescription (LAP), et d’une manière générale une mission d’amélioration de la qualité de l’information médicale. La HAS a regroupé toutes ses lettres d'information sur les pratiques professionnelles en ligne.

### Élargissement des missions depuis 2004
Depuis 2005, les missions de la HAS n’ont cessé d’être élargies par plus de 10 modifications législatives.

## Relations avec les autres acteurs du paysage sanitaire institutionnel
La HAS a défini son cadre de travail avec les autres acteurs institutionnels du champ sanitaire au niveau local, national mais également au niveau européen et international.

### Niveau local
Au niveau local, elle entretient des relations conventionnelles avec les ARS notamment dans le cadre de sa mission de certification des établissements de santé, mais également de l’accréditation, du déploiement des indicateurs, ou encore dans le cadre du bon usage du médicament et des Observatoires du Médicament, des Dispositifs médicaux et de l'Innovation Thérapeutique (OMEDITS).

### Niveau national
Au niveau national, conformément aux dispositions de l’article L 161-37 du Code de la Sécurité Sociale, elle a passé une série de conventions et convenu de programmes d’actions concertées avec près de 10 organismes :
- l’ANESM (Agence nationale de l'évaluation et de la qualité des établissements et services sociaux et médico-sociaux) qui intègre la Haute Autorité de santé en 2018 ;
- l’ABM (Agence de la biomédecine) ;
- l’ANSM (Agence nationale de sécurité du médicament et des produits de santé) ;
- l’ANAP (Agence nationale d’appui à la performance des établissements sanitaires et médico-sociaux) ;
- l’EFS (Établissement français du sang) ;
- l’INPES (Institut national de prévention et d'éducation pour la santé) ;
- l’INVS (Institut de veille sanitaire) ;
- l’ATIH (Agence technique de l'information sur l’hospitalisation) ;
- l’ASNR (Autorité de sûreté nucléaire et de radioprotection) ;
- l’INCA (Institut national du cancer).

Dans le cadre de l’élaboration de son programme de travail, la HAS entretient des relations étroites[réf. nécessaire] avec les trois directions du ministère (DGOS, DSS, DGS) et l’UNCAM.
Les associations de patients sont présentes dans toutes les commissions de la HAS et des rencontres régulières ont lieu avec le CISS. Ce collectif associatif est devenu le 21 mars 2017 l'Union nationale des associations agréées d’usagers du système de santé, dont la création était prévue par la loi n° 2016-41 du 26 janvier 2016 de modernisation de notre système de santé.
La HAS a noué des conventions avec les conseils nationaux professionnels (par spécialités) et avec la Fédération des spécialités médicales. Les différentes fédérations professionnelles (Fédération hospitalière de France (FHF), Fédération des établissements hospitaliers et d'aide à la personne privés non lucratifs (FEHAP), Fédération de l'hospitalisation privée (FHP), Fédération française des centres de lutte contre le cancer (FNCLCC), Fédération nationale des établissements d'hospitalisation à domicile (FNEHAD)), ainsi que les différents ordres médicaux et paramédicaux sont des interlocuteurs privilégiés.

### Niveaux européen et international
Au niveau européen et international, la HAS a noué des relations bilatérales et multilatérales avec la plupart de ses homologues et en particulier le National Institute for Health and Clinical Excellence (NICE) (Grande-Bretagne) et l’Institut für Qualität und Wirtschaftlichkeit im Gesundheitswesen (IQWIG) (Allemagne).
Elle est membre de l’ISQUA et a été certifiée par cette dernière en 2010, puis de nouveau en 2014.
Elle est membre du programme européen de coopération sur l’évaluation médicale (EUnetHTA) et elle coordonne celle sur le EUnetPas (Patient Safety). Elle coordonne une Joint Action sur la prise en charge de l’Alzheimer au niveau de plusieurs pays européens.

## Déontologie et gestion des conflits d’intérêt

### Principes
La HAS est une institution à caractère scientifique. Pour cela, elle fait appel à de nombreux experts reconnus dans l’ensemble des champs de mission de l’institution. Afin de garantir l’indépendance de ses travaux, elle doit s’assurer que les experts ne détiennent pas de liens d’intérêt susceptibles de compromettre leur indépendance.
Pour ce faire, l’institution s’est dotée d’un dispositif qui s’est renforcé.
Les personnes travaillant ou collaborant aux travaux de la HAS sont soumises à l’obligation de déclaration publique d’intérêt (DPI). Elles y indiquent tout lien direct ou indirect avec :
- les entreprises ou établissements dont les produits entrent dans le champ de compétence de la HAS ;
- les organismes professionnels de ces secteurs ;
- les sociétés de conseil intervenant dans ces secteurs.

La HAS dispose d’une charte de déontologie et d’un guide des déclarations d’intérêt et de gestion des conflits d’intérêt. Elle a mis en place un groupe « Déontologie et indépendance de l’expertise » présidé par un Conseiller d’État pour s’assurer du respect des règles qu’elle a édictées.
Par ailleurs, la loi Hôpital, patients, santé et territoire (HPST) du 21 juillet 2009 a confié à la HAS la mission de publier les liens économiques entre les industries de santé et les associations de patients et d’usagers de la santé. Chaque entreprise déclare à la HAS la liste des associations qu’elle soutient ainsi que le montant des aides attribuées. Depuis 2010, la HAS met à la disposition des entreprises un guide d'aide à la déclaration[source insuffisante] ainsi qu'une procédure de déclaration en ligne. Les montants déclarés par l'industrie sont publics sur le site de la HAS consultables par entreprise, par groupe industriel, par association et par fédération[source insuffisante]. La mesure législative répond à un objectif de transparence du financement des associations.
La loi relative au renforcement de la sécurité sanitaire du médicament et des produits de santé étend cette obligation de déclaration à l’ensemble des acteurs de santé : professionnels de santé, associations de professionnels, étudiants, établissements de santé, fondations. Conformément au décret du 9 mai 2012 résultant de cette loi, l'ensemble des experts et la majorité des personnels de la HAS remplissent une déclaration publique d'intérêt commune à l'ensemble des institutions sanitaires.
Un déontologue veille, selon l’article L. 1451-4 du Code de la santé publique, au respect des obligations de déclaration des liens d’intérêts et de prévention des conflits d’intérêts des personnes relevant de cette autorité. Il s'assure que les déclarations des personnes assujetties à cette obligation ont été déposées et sont à jour. Les articles R1451-10 et suivants du Code de la Santé publique, précisent les conditions d'exercice de la fonction, qui s'exerce en toute indépendance, et font de lui le garant des bonnes pratiques en matière de gestion des conflits d'intérêts, en liaison avec le collège de la Haute Autorité de santé, et en conformité avec son guide de déontologie. Un rapport annuel rend compte de l'activité du déontologue. Inaugurant la fonction, Daniel Ludet est nommé, le 17 octobre 2016, déontologue de la Haute Autorité de santé.

### Annulations et suspensions
En 2011, à la suite de la décision du Conseil d’État, après un recours déposé par le Formindep, l'HAS a dû abroger sa recommandation de bonne pratique portant sur le traitement du diabète de type 2 émise en 2006 au motif qu’elle n’avait pu produire certaines déclarations d’experts. En 2011, la HAS a aussi abrogé sa recommandation de bonne pratique sur le diagnostic et la prise en charge de la maladie d’Alzheimer émise en 2008 pour cause de déclarations d'intérêts incomplètes et de conflits d'intérêts violant ses règles,.
Le 15 septembre 2011, pour appliquer aux travaux publiés avant 2010 ses règles actuelles de gestion des conflits d’intérêts des experts, la HAS a également suspendu six recommandations de bonne pratique présentant des faiblesses de forme dans l’attente de leur actualisation inscrite à l’ordre du jour de son programme de travail,. Il s’agit des recommandations suivantes : 
- Diagnostic, prise en charge thérapeutique et suivi des spondylarthrites (décembre 2008) ;
- Prévention vasculaire après un infarctus cérébral ou un accident ischémique transitoire (mars 2008) ;
- Polyarthrite rhumatoïde : diagnostic et prise en charge initiale (septembre 2007) ;
- Polyarthrite rhumatoïde : prise en charge en phase d’état (septembre 2007) ;
- Prise en charge des complications évolutives d’un épisode dépressif caractérisé de l’adulte (avril 2007) ;
- Prise en charge des patients adultes atteints d’hypertension artérielle essentielle (juillet 2005).

## Polémiques

### Drépanocytose
Depuis 2000, il existait en France métropolitaine un dépistage néonatal de la drépanocytose ciblé sur les populations à risques (selon l'origine géographique des parents).
Dans son rapport de 2014, la HAS estime non pertinent le passage à un  dépistage néonatal universel alors qu'il était recommandé aux États-Unis depuis 1987 et par l'OMS depuis 2006 et présenté comme une priorité de santé publique par l'UNESCO en 2007. Les principaux arguments de la HAS étaient la difficulté d'estimer l'efficacité et les bénéfices d'un dépistage universel, et l'absence de « signal clair d'inefficacité du dépistage ciblé ».
En 2021, la HAS donne un avis défavorable au remboursement d'un médicament favorisant les soins des personnes β-thalassémiques, ce que déplore une association de patient.
En 2022, à la suite d'une nouvelle saisine et consultation des parties prenantes associatives, professionnelles et institutionnelles, la HAS revient sur ses positions concernant le dépistage de la drépanocytose. Elle recommande désormais le dépistage néonatal généralisé qui devient effectif à partir du 1er janvier 2023. Selon la HAS, les raisons de ce revirement sont : les nouvelles données épidémiologiques et médicales disponibles, la conformité aux recommandations européennes de 2017, et les préoccupations éthiques de maintenir un dépistage ciblé sur des origines géographiques (risque de stigmatisation),.

### Plainte contre des médecins experts
L'association Anticor porte plainte contre X en octobre 2018 pour « prise illégale d’intérêts ». Elle accuse six des neuf membres d’un groupe d’expertise de la Haute Autorité de santé (HAS) d’avoir négligé de déclarer leurs liens financiers avec des laboratoires pharmaceutiques. Ils avaient par ailleurs rédigé comme experts une recommandation sur la prise en charge des dyslipidémies. Anticor se fonde notamment sur le travail de l'association pour une formation médicale indépendante (Formindep), qui avait avec succès saisi le Conseil d'État en 2009.

### Affaires de collusion entre anciens membres et laboratoires
Le 1er juillet 2019, la cheffe de service d'évaluation des médicaments Anne d'Andon quitte son poste pour rejoindre Cemka, un cabinet de conseil chargé d'aider les industriels à rédiger leurs dossiers de demande à l'HAS. Plusieurs médias français comme Le Canard enchaîné y ont vu « un énorme conflit d'intérêts », sans émouvoir outre mesure la commission de déontologie.

### Nouvelles recommandations médicales pour la prise en charge des personnes transgenres
En 2023, la HAS prépare les nouvelles recommandations médicales pour la prise en charge des personnes transgenres. Mais, selon Le Figaro, le groupe de travail qu’elle a créé à cet effet, « fait la part belle aux associations transactivistes. » Ce terme, "transactiviste" est utilisé par une partie des anti-trans pour discréditer le travail des personnes concernées, comme le rappelle le média indépendant Les Jours. Selon le quotidien de droite, pour diriger ce groupe de travail, la HAS a choisi de donner la présidence à un psychologue qui est aussi trans.
En décembre 2024, dans son projet de recommandations sur les personnes trans, encore en phase de relecture, la Haute Autorité de santé se dispose à proposer une forme de service public de la transition de genre. Ces recommandations iraient, selon Le Figaro, à contre-courant des mesures de prudence adoptées par d’autres pays européens. Pourtant les recommandations internationales mettent en avant que l'accès aux soins des personnes réduit le nombre de suicides. 
Le média Le Figaro va aussi donner la liste des personnes qui travaillent sur cette saisine, ce qui va pousser la HAS a déposer plainte contre X. Auprès du média Les Jours, l’institution précise l’objet : « violation du secret professionnel » et « mise en danger de la vie d’autrui ».

### Enjeu de santé-environnement
La HAS a déjà au sein de son projet stratégique 2019-2024 établi un volet sur les enjeux environnementaux avec une série d’actions, mais elle souhaite aller plus loin en intégrant les enjeux de santé-environnement dans l’ensemble de ses missions et travaux et sur le long terme.
Afin de contribuer pleinement dans la santé et l'environnement, la Haute autorité de santé a créé un groupe de travail interne rassemblant les différentes expertises de la HAS sur le sujet. En effet, ce groupe de travail a pu identifier les actions à déployer pour intégrer les enjeux santé-environnement dans toutes ses missions.
Dans un premier temps, la HAS a intégré les enjeux environnementaux dans des travaux déjà existants. Dans ses travaux sur la pertinence des soins, la HAS a ajouté un volet sur des pratiques de soins pouvant être moins polluantes ou encore questions spécifiques dans le guide d’aide au choix des dispositifs médicaux numériques à usage professionnel.
Cette feuille de route a pour objectif, à long terme, de développer une stratégie visant à guider le secteur de la santé vers des pratiques plus écologiques et respectueuses de l’environnement. Publiée le 28 novembre 2023 sur le site de la Haute autorité de santé, elle prépare la mise en place du prochain projet stratégique (2025-2030), qui accordera une attention accrue aux enjeux environnementaux.
La HAS cite quatre objectifs dans sa « feuille de route santé-environnement ».
Au-delà des travaux déjà existants de la HAS mentionnés ci-dessus, la feuille de route dresse la liste de l’ensemble des travaux de la HAS existants qui intègrent la notion de santé-environnement.

### Exposition environnementale à l’amiante
La Haute autorité de santé fait des travaux spécifiques à la santé et l’environnement, notamment sur l’amiante.
Un rapport d’orientation publié en mars 2009 fait un état des lieux des données disponibles sur les risques pour la santé lié à une exposition environnementale à l’amiante, sur les problèmes posés par la prise en charge diagnostique des sujets soumis à une exposition environnementale à l’amiante et pose des stratégies de prise en charge des sujets exposés ainsi que les messages à délivrer aux médecins.
L’amiante est un matériau fibreux qui est obtenu par broyage de roches minérales. L’amiante était utilisé dans les secteurs du bâtiment, de l’automobile, du textile, et des matières plastiques. Les dangers de l’inhalation de poussières d’amiante sont connus depuis le début du XXe siècle. L’exposition environnementale peut être définie comme une exposition à la pollution de l’air extérieur et à celle de l’air intérieur par des fibres d’amiante à l’exclusion des expositions professionnelles liées à un travail au contact de matériaux contenant de l’amiante. Aujourd'hui, les maladies liées à l’exposition à l’amiante dans le cadre professionnel sont reconnues et indemnisées. Depuis le 1er janvier 1997, l’utilisation, la vente et l’importation de l’amiante et de ses produits sont interdites en France. Les tableaux 30 et 30 bis des maladies professionnelles du régime général recensent les affectations qui sont reconnues à la suite de l’exposition à l'amiante. Il s’agit des plaques pleurales qui sont 70 % des cas, d’un cancer dans 23 % des cas et d’une asbestose dans 7 % des cas. Si la personne est touchée par l’une de ces affectations, elle aura le droit à réparation.
La HAS a souhaité se pencher sur cette question en raison de l’impact significatif sur la santé publique et ainsi assurer un dépistage précoce des pathologies associées et une prise en charge adaptée. Cette recommandation a donc pour but d’améliorer le suivi des personnes concernées.
La HAS met à disposition sur son site une fiche d’information médecin traitant afin d’améliorer et de promouvoir la prévention et l’identification des maladies liées à l’amiante. Pour cela, la HAS définit l’exposition environnementale, les populations à risque, explique la prise en compte du parcours de soins coordonnés du patient et les rôles du médecin traitant et du médecin spécialiste.